# Diócesis de Châlons
La diócesis de Châlons (en latín: Dioecesis Catalaunensis y en francés: Diocèse de Châlons-en-Champagne) es una circunscripción eclesiástica de la Iglesia católica en Francia. Se trata de una diócesis latina, sufragánea de la arquidiócesis de Reims. Desde el 21 de noviembre de 2023 es sede vacante y su administrador diocesano es el presbítero Denis Véjux.

## Territorio y organización

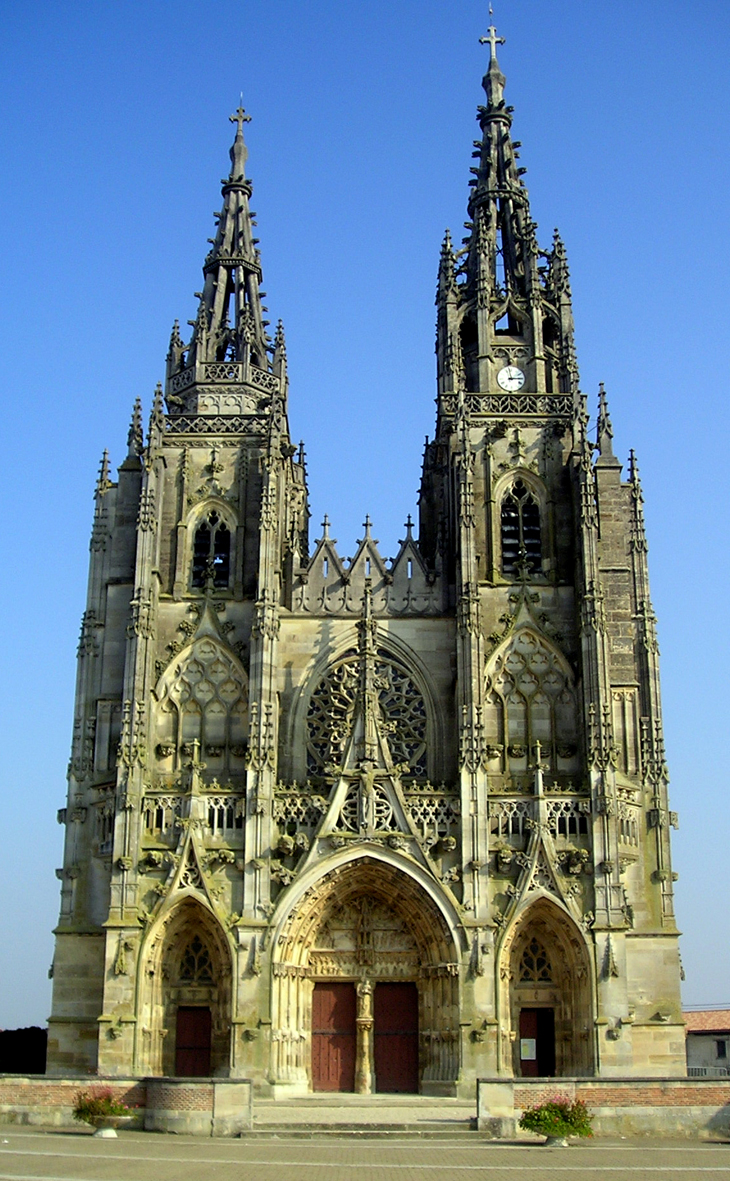
Basílica de Nuestra Señora, en L'Épine

La diócesis tiene 6501 km² y extiende su jurisdicción sobre los fieles católicos de rito latino residentes en el departamento de Marne en la región de Gran Este, con excepción del distrito de Reims.  

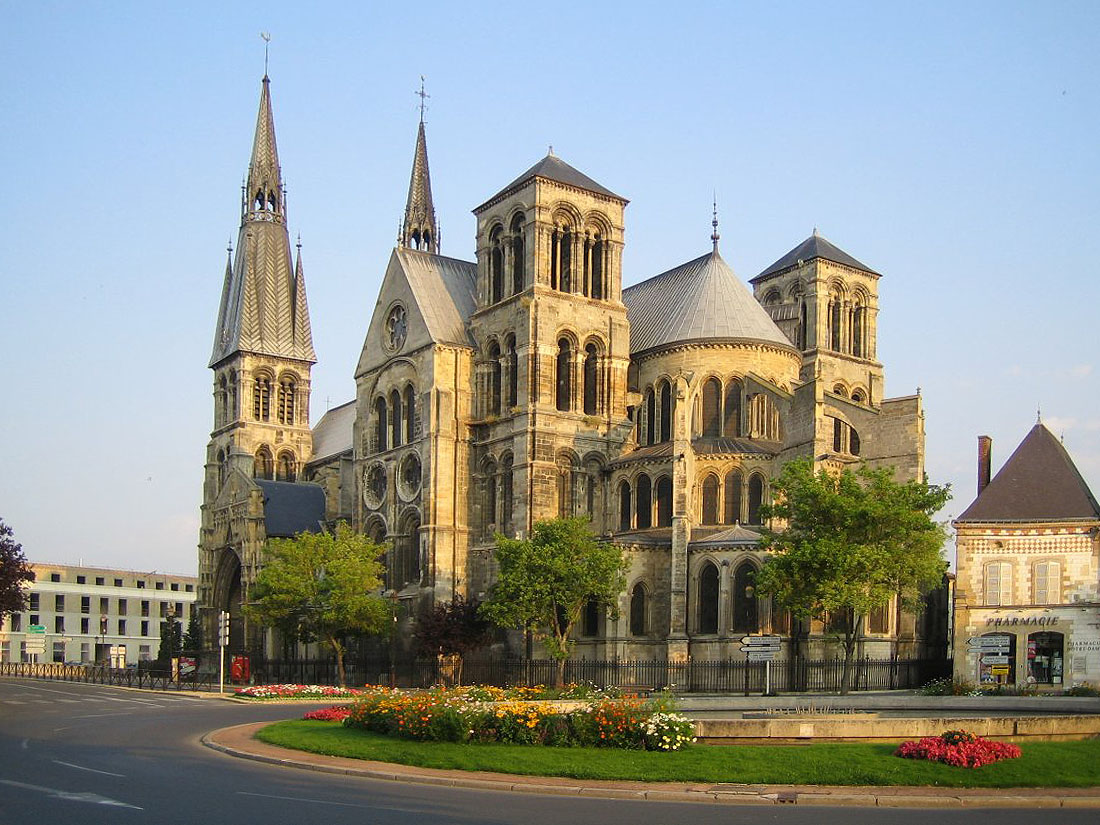
Colegiata de Notre-Dame-en-Vaux, en Châlons-en-Champagne

La sede de la diócesis se encuentra en la ciudad de Châlons-en-Champagne, en donde se halla la Catedral de San Esteban y la colegiata de Notre-Dame-en-Vaux. En L'Épine se halla la basílica de Nuestra Señora.
En 2021 en la diócesis existían 34 parroquias agrupadas en 6 decanatos: Argonne, Brie, Châlons, Champagne, Perthois y Vignoble.

## Historia
El territorio del actual Châlons estuvo habitado en época prerromana por el pueblo de los catalaunos, cuyo centro principal se llamó Durocatalaunum en época romana. La civitas Catalaunorum pasó a formar parte de la provincia romana de la Galia Bélgica II en el siglo IV, como atestigua la una Notitia Galliarum de principios del siglo V.
La tradición atribuye la evangelización del territorio catalano a san Memio, cuya vida legendaria relata que fue enviado a la Galia por san Pedro. En realidad, el fundador de la Iglesia de Châlons vivió en la primera mitad del siglo IV o, como muy tarde, a finales del siglo III; de hecho, según los antiguos catálogos episcopales medievales, el nombre de su sucesor inmediato, san Donaciano, se encuentra en las actas del pseudoconcilio de Colonia del año 346.
Tanto desde el punto de vista religioso como civil, Châlons dependía de la provincia eclesiástica de la arquidiócesis de Reims, sede metropolitana provincial.
Poco se sabe sobre los sucesores de san Memio, sobre los cuales existen muchas dudas sobre su historicidad. El más venerado después del fundador fue Alpino, considerado un santo en los calendarios locales, cuya vida sin embargo es tan legendaria como la de Memio, atribuyéndole acontecimientos posteriores a su episcopado, como el del paso de Atila, rey de los hunos hacia 451.
Hacia finales del siglo VI, el cristianismo pudo difundirse y consolidarse gracias a la labor de los monjes misioneros irlandeses, entre ellos el abad san Columbano, fundador de la abadía de Luxeuil en el año 590, una de las más importantes y conocidas de Francia y el origen de cientos de monasterios en el reino franco gracias a sus monjes, entre los que destaca san Galo.
En la época carolingia, la diócesis se organizó y tomó el aspecto que mantuvo hasta la Revolución francesa a finales del siglo XVIII. Estaba dividida en 4 arcedianatos y 9 decanatos, división administrativa que se actualizó completamente durante el episcopado de Erchenrad († circa 868). Los decanatos reflejaban la antigua división en pagos de la era franca y merovingia; los arcedianos, en cambio, eran miembros por derecho del cabildo catedralicio:
- el arcedianato de Châlons incluía los decanatos de Châlons, Bussy-le-Château (o Courtisols), Coole y Vitry-en-Perthois;
- el arcedianato de Joinville incluía los decanatos de Joinville y Perthes (o Vitry-le-François);
- el arcedianato de Atenois incluía los decanatos de Sainte-Menehould y Possesse;
- el arcedianato de Vertus incluía únicamente el decanato del mismo nombre.[3]

Entre 1046 y 1048 hubo un grupo de disidentes presentes en Châlons que rechazaban el matrimonio, los alimentos cárnicos, la matanza de cualquier animal y creían que podían conferir el Espíritu Santo mediante la imposición de manos.
Entre los siglos XI y XIII los obispos (casi una treintena en tres siglos) se vieron comprometidos en la reforma general de la Iglesia, conocida históricamente como reforma gregoriana. Entre los obispos más conocidos de esta época se encuentra Guillermo de Champeaux (m. 1122), uno de los profesores de filosofía y teología más célebres de su época, cuya fama fue eclipsada por la de su discípulo, Pedro Abelardo. En esta época (sin duda comenzando al menos con Roger I), los obispos también ejercieron el poder temporal sobre la ciudad episcopal y alrededor de 70 pueblos y ciudades, casi una cuarta parte de la diócesis. Posteriormente, los obispos aumentaron sus poderes conciliares hasta convertirse en condes de Châlons y pares eclesiásticos de Francia.
Guillermo de Champeaux también fue responsable de la reconstrucción de la antigua catedral en estilo románico, que fue consagrada el 26 de octubre de 1147 por el papa Eugenio III, asistido por san Bernardo de Claraval. En el siglo XIII, con el obispo Pierre de Hans, se emprendió su reconstrucción en estilo gótico.
Durante el siglo XVI la diócesis se vio involucrada en los intentos de imponer la Reforma protestante y en la posterior guerra entre los hugonotes y la Liga Católica. El 1 de marzo de 1562 tuvo lugar la masacre de Wassy, que inició las guerras de religión de Francia.
En la época de la Contrarreforma predominó la figura del obispo Félix Vialart de Herse († 1680), a quien se debe la introducción de la reforma católica en la diócesis en aplicación de los dictados del Concilio de Trento, a través de una serie de ordenanzas y estatutos sinodales que configurarán la diócesis hasta el final del antiguo régimen. Entre otras cosas, refundó en 1650 el seminario diocesano, ya establecido en 1572 pero sin gran éxito; visitó regularmente la diócesis y las parroquias individuales; fortaleció la institución de los sínodos diocesanos y estableció conferencias eclesiásticas para la actualización espiritual y teológica de los sacerdotes. Finalmente creó el grupo de dames régentes, un grupo institucionalizado de mujeres para la formación de profesores en las escuelas, especialmente en el campo, y para ayudar a los párrocos en la evangelización y la catequesis.
Gallia christiana atribuye 19 abadías a la antigua diócesis de Châlons (antes de la Revolución francesa), 16 de las cuales eran propiedad de hombres: siete pertenecían a los benedictinos, cuatro a la Orden de San Agustín, siete a la Orden del Císter y una a los premonstratenses.
Tras el concordato con la bula Qui Christi Domini del papa Pío VII del 29 de noviembre de 1801, la diócesis fue suprimida y su territorio fue incorporado al de la diócesis de Meaux.
Un nuevo concordato, estipulado en junio de 1817, preveía el restablecimiento de la diócesis. Pero este acuerdo nunca entró en vigor, ya que no fue ratificado por el Parlamento de París.
El 6 de octubre de 1822 se restableció definitivamente la diócesis con la bula Paternae charitatis del papa Pío VII. La nueva diócesis correspondía al departamento de Marne, excepto el distrito de Reims. Respecto a la diócesis del antiguo régimen, había perdido 75 parroquias, que pasaron a las diócesis de Langres y Verdún; pero había adquirido 181 de las antiguas diócesis de Reims (42), Sens (1), Soissons (39) y Troyes (99).

## Estadísticas
Según el Anuario Pontificio 2022 la diócesis tenía a fines de 2021 un total de 569 000 fieles bautizados.
| Año                                                                             | Población            | Población | Población      | Sacerdotes | Sacerdotes    | Sacerdotes    | Bautizados por sacerdote | Diáconos permanentes | Religiosos | Religiosos | Parroquias |
| Año                                                                             | Bautizados católicos | Total     | % de católicos | Total      | Clero secular | Clero regular | Bautizados por sacerdote | Diáconos permanentes | Varones    | Mujeres    | Parroquias |
| ------------------------------------------------------------------------------- | -------------------- | --------- | -------------- | ---------- | ------------- | ------------- | ------------------------ | -------------------- | ---------- | ---------- | ---------- |
| 1950                                                                            | 215 620              | 217 127   | 99.3           | 284        | 269           | 15            | 759                      |                      | 28         | 338        | 476        |
| 1958                                                                            | 213 000              | 216 505   | 98.4           | 307        | 260           | 47            | 693                      |                      | 59         | 325        | 477        |
| 1969                                                                            | 241 000              | 250 615   | 96.2           | 237        | 218           | 19            | 1016                     |                      | 33         | 351        | 115        |
| 1980                                                                            | 241 700              | 261 900   | 92.3           | 185        | 175           | 10            | 1306                     |                      | 18         | 267        | 475        |
| 1990                                                                            | 247 600              | 269 000   | 92.0           | 136        | 133           | 3             | 1820                     | 5                    | 5          | 168        | 88         |
| 1999                                                                            | 251 000              | 270 000   | 93.0           | 106        | 106           |               | 2367                     | 4                    | 2          | 120        | 34         |
| 2000                                                                            | 253 000              | 272 000   | 93.0           | 101        | 101           |               | 2504                     | 4                    |            | 114        | 34         |
| 2001                                                                            | 242 000              | 260 836   | 92.8           | 105        | 104           | 1             | 2304                     | 8                    | 1          | 103        | 34         |
| 2002                                                                            | 244 800              | 264 000   | 92.7           | 104        | 103           | 1             | 2353                     | 9                    | 1          | 101        | 34         |
| 2003                                                                            | 246 000              | 266 000   | 92.5           | 102        | 102           |               | 2411                     | 11                   |            | 96         | 34         |
| 2004                                                                            | 241 224              | 260 836   | 92.5           | 103        | 102           | 1             | 2341                     | 12                   | 1          | 95         | 34         |
| 2006                                                                            | 252 000              | 269 000   | 93.7           | 84         | 83            | 1             | 3000                     | 16                   | 1          | 77         | 34         |
| 2016                                                                            | 261 494              | 274 953   | 95.1           | 63         | 60            | 3             | 4150                     | 21                   | 3          | 61         | 34         |
| 2019                                                                            | 269 000              | 281 693   | 95.5           | 57         | 54            | 3             | 4719                     | 19                   | 3          | 47         | 34         |
| 2021                                                                            | 267 965              | 280 624   | 95.5           | 45         | 42            | 3             | 5954                     | 17                   | 3          | 41         | 34         |
| Fuente: Catholic-Hierarchy, que a su vez toma los datos del Anuario Pontificio. |                      |           |                |            |               |               |                          |                      |            |            |            |

## Episcopologio
- San Memmio †
- San Donaziano † (mencionado en 346)[nota 1]
- San Domiziano †[nota 2]
- Amabile †
- Desiderio †
- Santissimo †
- Provinto †
- San Alpino †[nota 3]
- Amando (o Amandino) † (mencionado en 461)
- Florenzio †
- Providoro †
- Proditore †
- Lupo I † (antes de 535-541 falleció)[13]
- Papione †
- Eucherio †
- Teutmodo †
- San Elafio † (?-580 falleció)
- San Leudomero † (mencionado en 614)
- Felice I † (mencionado en 627)
- Ragnebaudo †
- Landeberto I †
- Landeberto II† (mencionado en 667)[nota 4]
- Arulfo (o Arnulfo) † (?-circa 665 falleció)[13]
- Bertoendo † (mencionado en 693 circa)
- Felice II †
- Bladaldo †
- Scarico †
- Ricoario †
- Willibaldo †[nota 5]
- Bovo I †[nota 6]
- Ildigrimo (o Ildegrino) † (circa 802-20 de junio de 827 falleció)[nota 7]
- Adelelmo † (circa 827-838 falleció)
- Lupo II † (antes de septiembre de 838-después de abril de 853)
- Erchenrado † (antes de noviembre de 858-después de octubre de 867)
- Williberto † (5 de diciembre de 868 consagrado-2 de enero de 878 falleció)
- Bernone † (antes del 26 de mayo de 878-después de noviembre de 886)
- Rodoaldo † (mencionado en 893 circa)[nota 8]
- Mancione † (antes de 900-circa 908 o 910[nota 9] falleció)
- Letoldo † (mencionado en 909)[nota 10]
- Bovo II † (antes de 917-947 falleció)
- Gibuin I † (circa 947/948-después de 986)[nota 11]
- Gibuin II † (?-1004 falleció)[nota 12]
- Guy † (1004-1008)
- Roger I † (1009-1042 falleció)
- Roger II † (1043-27 de enero de 1065 falleció)
- Roger de Hainaut † (1066-diciembre de 1093 falleció)
- Philippe de Champagne † (1095-5 de abril de 1100 falleció)
- Hugues I † (1100-20 de mayo de 1113 falleció)
- Guillaume de Champeaux † (1113-18 de enero de 1122 falleció)
- Ebles (Ebal) de Roucy † (1122-21 de junio de 1126 falleció)
- Erlebert (Herbert) † (1127-8 de octubre de 1130 falleció)
- Geoffroy † (1131-27 o 28 de mayo de 1142 falleció)
- Guy de Pierrepont † (1142 o 1144-20 de enero de 1147 falleció)
- Barthélémy de Senlis † (1147-24 o 25 de diciembre de 1151 falleció)
- Aymon de Bazoches † (1152-1153 falleció)
- Boson † (1153-25 de marzo de 1162 falleció)
  - Guy de Dampierre † (1162-1163) (obispo electo)
- Guy de Joinville † (1164-31 de enero de 1190 falleció)
- Rotrou du Perche † (1190-10 de diciembre de 1201 falleció)
- Gérard de Douai † (24 de abril de 1202-1215 renunció)
- Guillaume du Perche † (1215-febrero de 1226 falleció)
- Philippe de Méréville (de Nemours) † (1228-1237 falleció)
- Hugues II †
- Alexandre †
- Geoffroy de Grandpré † (15 de abril de 1241-22 de abril de 1247 falleció)
- Pierre de Hans † (15 de febrero de 1248-16 de noviembre de 1261 falleció)
- Conon de Vitry † (mencionado en 1263)
  - Sede vacante (antes del 1269-1272)
- Arnaud † (4 de septiembre de 1272-30 de julio de 1273 falleció)
- Rémi de Somme-Tourbe † (antes de 1275-18 de octubre de 1284 falleció)
- Jean de Châteauvillain † (24 de abril de 1285-2 de abril de 1313 falleció)
- Pierre de Latilly † (12 de mayo de 1313-15 de marzo de 1328 falleció)
- Simon de Châteauvillain † (6 de abril de 1328-8 de enero de 1335 falleció)
- Philippe de Melun † (15 de mayo de 1335-15 de febrero de 1339 nombrado arzobispo de Sens)
- Jean de Mandevillain † (15 de febrero de 1339-27 de noviembre de 1339 falleció)
- Jean Happe † (13 de octubre de 1340-después de 1350)
- Renaud Chauveau † (2 de octubre de 1353-19 de septiembre de 1356 falleció)
- Archambaud de Lautrec † (11 de enero de 1357-10 de noviembre de 1389 falleció)
- Charles de Poitiers † (29 de enero de 1390-20 de septiembre de 1413 nombrado obispo de Langres)
  - Luigi di Bar † (20 de septiembre de 1413-10 de enero de 1420 renunció) (administrador apostólico)
- Jean de Sarrebrück † (10 de enero de 1420-30 de noviembre de 1438 falleció)
  - Jean Tudert † (22 de abril de 1439-1439/1440 falleció) (obispo electo)
- Guillaume le Tur † (6 de julio de 1440-3 de junio de 1453 falleció)
- Geoffroy de Saint Géran † (27 de noviembre de 1453-30 de agosto de 1503 falleció)
- Gilles de Luxembourg † (29 de noviembre de 1503-10 de febrero de 1535 falleció)
- Robert de Lénoncourt † (10 de mayo de 1535-30 de mayo de 1550 renunció)
- Philippe de Lénoncourt † (30 de mayo de 1550-13 de abril de 1556 renunció)
- Jérome de Burges † (13 de abril de 1556-1571 renunció)
- Nicolas Clausse de Marchamont † (26 de noviembre de 1571-12 de septiembre de 1573 falleció)
- Cosme Clausse de Marchamont † (17 de noviembre de 1574-1 de abril de 1624 falleció)
- Henri Clausse de Fleury † (1 de abril de 1624 por sucesión-13 de diciembre de 1640 falleció)
- Félix Vialart de Herse † (26 de mayo de 1642-11 de junio de 1680 falleció)
- Louis-Antoine de Noailles † (17 de marzo de 1681-19 de septiembre de 1695 nombrado arzobispo de París)
- Gaston-Jean-Baptiste-Louis de Noailles † (2 de abril de 1696-15 de septiembre de 1720 falleció)
- Nicolas-Charles de Saulx-Tavannes † (24 de septiembre de 1721-18 de diciembre de 1733 nombrado arzobispo de Ruan)
- Claude-Antoine de Choiseul-Beaupré † (18 de diciembre de 1733-2 de octubre de 1763 falleció)
- Antoine-Eléonore-Léon Le Clerc de Juigné † (9 de abril de 1764-21 de febrero de 1782 renunció[nota 13])
- Anne-Antoine-Jules de Clermont-Tonnerre † (25 de febrero de 1782-29 de noviembre de 1801 renunció)
  - Sede suprimida (1801-1822)
- Marie-Joseph-François-Victor Monyer de Prilly † (17 de noviembre de 1823-1 de enero de 1860 falleció)
- Jean-Honoré Bara † (1 de enero de 1860 por sucesión-11 de julio de 1864 falleció)
- Guillaume-René Meignan † (27 de marzo de 1865-25 de septiembre de 1882 nombrado obispo de Arrás)
- Guillaume-Marie-Romain Sourrieu † (25 de septiembre de 1882-21 de mayo de 1894 nombrado arzobispo de Ruan)
- Gaspard-Marie-Michel-André Latty † (21 de mayo de 1894-15 de octubre de 1907 nombrado arzobispo de Aviñón)
- Hector-Irénée Sévin † (9 de marzo de 1908-2 de diciembre de 1912 nombrado arzobispo de Lyon)
- Joseph-Marie Tissier † (20 de diciembre de 1912-9 de enero de 1948 falleció)
- René-Joseph Piérard † (9 de enero de 1948 por sucesión-16 de septiembre de 1973 retirado)
- Lucien-Emile Bardonne † (16 de septiembre de 1973 por sucesión-1 de septiembre de 1998 retirado)
- Gilbert Louis (1 de marzo de 1999-23 de diciembre de 2015 retirado)
- François Touvet (23 de diciembre de 2015-21 de noviembre de 2023 nombrado obispo coadjutor de Fréjus-Tolón)